# Pseudothalestris tumida
Pseudothalestris tumida är en kräftdjursart som beskrevs av Brady 1910. Pseudothalestris tumida ingår i släktet Pseudothalestris och familjen Thalestridae. Inga underarter finns listade i Catalogue of Life.